# Биляна Майсторович
Биляна Майсторович (31 грудня 1959) — югославська баскетболістка.
Учасниця Олімпійських Ігор 1980, 1984 років.
Бронзова призерка Олімпійських ігор 1980 року.
Бронзова призерка літньої універсіади 1983, 1985 років.
Срібна призерка Чемпіонату Європи 1978 року, бронзова призерка 1980 року.